# آب‌انبار حسینیه
آب‌انبار حسینیه مربوط به دوره صفوی تا افشار است و در شهرستان یزد، بخش مرکزی، دهستان فهرج (یزد)، روستای فهرج واقع شده است. این اثر در تاریخ ۲۷ بهمن ۱۳۸۷ با شمارهٔ ثبت ۲۴۷۴۷ به‌عنوان یکی از آثار ملی ایران به ثبت رسیده است.
قدمت این آب‌انبار به دوره‌های پیش از اسلام مربوط است و در حاشیه آن مراسم تقدیس آب برگزار می‌شده است. پس از اسلام نیز، این آب‌انبار مورد استفاده قرار گرفته است. در مدخل ورودی آن بر کتیبه‌ای سنگی به خط نسخ این جمله کنده‌کاری‌شده است:
بسم الله الرحمن الرحیم وقف نمود توفیق آثار آقا محمد جواد ولد مرحوم آقا ابوتراب بافقی تمامی بیست و پنج اصله درخت توت ماکوبی واقعه در قریه فهرج به مقام باغ عمارت که مؤمنین و مسلمین از آن خورده ثواب آن را به روح کثیرالفتوح شاه نجف و شاه شهید و امام غریب و حضرت عباس قربت نمایند.